# Anna McGowan
Anna McGowan, detta Annie (Scranton, 5 luglio 1897 – Chicago, 30 gennaio 1990), è stata una degli ultimi superstiti del naufragio del Titanic, avvenuto il 15 aprile 1912.

## Biografia
Anna McGowan nacque il 5 luglio 1897 a Scranton, Pennsylvania, da John McGowan e Marie Heneghan.
Anna e la famiglia s'imbarcarono sul Titanic a Queenstown (oggi nota come Cobh), come passeggeri di terza classe; salì a bordo anche Katherine McGowan, zia di Anna, la quale invitò un gruppo di passeggeri: Anna Kelly, Bridget McDermott, John Bourke, Mary Bourke, Catherine Bourke, Patrick Canavan, Mary Canavan, James Flynn, Mary Mangan, Bridget Donohoe ed Honora Fleming.
Più volte nella sua vita Anna testimoniò di aver sentito dire: "Nemmeno la mano di Dio può affondare questa nave", frase che garantì fin da principio sicurezza sia ad Anna che a buona parte dei passeggeri.
Anche se viaggiò come passeggera di terza classe, Anna riuscì a godere del lusso presente a bordo, partecipando anche alle diverse attività, tra cui le danze per adulti svoltesi la domenica del 14 aprile, la stessa sera in cui il Titanic impattò contro un iceberg e riportò danni irreparabili.
Anna venne subito assegnata alla lancia di salvataggio n. 13.
"Mi presero così come ero; avevo addosso solo un vestito e le scarpe. Non mi lasciarono il tempo di andare a prendere la mia borsa"; Anna ricordò inoltre: "Stavo sola ed intorpidita all'aria fredda in pieno oceano".
Anna ed i superstiti a bordo delle lance, che si stavano allontanando, udirono la banda suonare il brano Nerer my God to thee, mentre il Titanic stava sempre più inabissandosi.
Sulla lancia di salvataggio, Anna era molto preoccupata per la zia Katherine, rimasta ancora a bordo anche quando la nave si spezzò a metà, scena che Anna ricordava molto bene.
Lei ed i pochi superstiti furono salvati, verso le ore 04:00 del 15 aprile, dal RMS Carpathia. Tra le conoscenti della zia si salvarono solo: Annie McGowan, Anna Kelly e Bridget McDermott.
Sua zia Katherine perì nel disastro e il suo corpo se è stato recuperato non è stato mai identificato.
Dopo l'arrivo a New York, Anna si spostò a Chicago insieme ad Anna Kelly. Più tardi si sposò con un uomo di nome Straube.
Anna morì il 30 gennaio 1990, a Chicago, Illinois, all'età di 92 anni. Al momento della sua morte, lei era la superstite n. 20 presente all'appello dopo il disastro.